# Chasing Tornadoes
«Chasing Tornadoes» — песня канадской кантри-певицы Маккензи Портер, вышедшая 5 мая 2023 года в качестве второго сингла второго студийного альбома Nobody’s Born with a Broken Heart (2024). Песня была написана соотечественницей Лейни Уилсон, Эмили Лэндис и Джейми Муром, а продюсером выступил Джоуи Мой.
Песня достигла первого места в чарте Mediabase Canada Country.

## История
Портер описала песню как «весёлую» и «приятную на ощупь», сказав, что это «идеальное вступление к остальной части пластинки», имея в виду её предстоящий альбом.

## Отзывы
Джеймс Дейкин из Entertainment Focus назвал песню «смесью вечного кантри и мерцающего поп-музыки», добавив, что она «идеально подходит для летней поездки по грунтовой дороге». В рецензии без указания авторства от All Country News песня «Chasing Tornadoes» названа «в равной степени сильной и дерзкой», добавив, что «весьма впечатляет», как Портер «ярко [передаёт] идею быстротекущей любви», и что её «голос парит» в песне. Кейт Уоттерс из Six Shooter Country заявила, что «развязность» Портер — это то, что «продаёт» песню, «придаёт ей свежесть и заставляет обратить на неё внимание», а также отметила «мощь» голоса Портер, сказав, что она «плавно проводит строчку за строчкой, быстро перетекая, как главное погодное явление».

## Коммерческий успех
Песня «Chasing Tornadoes» достигла третьего места в чарте Billboard Canada Country. Песня также вошла в австралийский кантри-чарт. Она также была сертифицирована Music Canada как золотая.

## Музыкальное видео
Портер выпустила официальное музыкальное видео на песню «Chasing Tornadoes» 8 мая 2023 года. Оно было снято режиссёром Джастином Клафом в Лас-Вегасе, штат Невада. Портер снялась в клипе в паре вместе с мужчиной и отметила, что «хотела, чтобы он был снят очень быстро, чтобы чувствовалась небольшая суматоха», добавив, что, по её мнению, они «действительно передали суть токсичных отношений, к которым ты постоянно возвращаешься, даже если знаешь, что это может разбить твоё сердце».

## Живое выступление
Портер исполнила песню «Chasing Tornadoes» на церемонии вручения наград НХЛ 2023 года в Нашвилле, штат Теннесси.

## Чарты

### Еженедельные хит-парады
| Чарт (2023)                          | Высшая позиция |
| ------------------------------------ | -------------- |
| Австралия Country Hot 50 (The Music) | 29             |
| Канада (Canada Country, Billboard)   | 3              |

## Сертификации
| Регион                                                                      | Сертификация | Продажи |
| --------------------------------------------------------------------------- | ------------ | ------- |
| Канада (Music Canada)                                                       | Золотой      | 40 000  |
| Данные о продажах + прослушиваниях приведены только на основе сертификации. |              |         |